# 83式273毫米自行火箭炮
83式273毫米火箭炮是中國製的一款履带式多管火箭炮車，是中国自行研制的首款远程火箭炮。1983年定型并投入小批量生产，供中国人民解放军炮兵部队试用，1988年后停产。

## 历史
中国最初研制远程火箭炮是在1960年底开始，1965年研制出实验样车，但是当时中国工业基础薄弱，因射弹散布过大等问题研制陷入停滞。
1974年，重新启动远程火箭炮研制，调整了火箭炮战技指标。1974年~1978年重开试验，并进行了大量的改进用于研制正样车。1981年~1982年进行定型试验。1984年5月正式批准设计定型，并命名为“1983年式273毫米火箭炮”。
虽然83式火箭炮经历了长时间研发而且没有大批量产进入服役，但是计划使123厂获益，累积了更多必需的经验和数据用于以后的设计。

## 构造
83式273毫米火箭炮武器系统為四联装箱式桁架结构火箭发射架，定向器长4.7m，定向器装有导向滑轨、压弹器和挡弹器，四周用薄钢板封闭。选用60-1式中型履带式牵引车为底盘。炮组人员5名。既可在车上发射，也可在车外发射。发射装置组员舱有一个计算机化的火控单元，瞄准目标和发射程序被完全自动化。
该炮定向器内可装填4枚273毫米口径火箭弹，配用带有旋转发动机和活动直尾翼的杀伤爆破火箭弹，射速4发弹/7.5秒，射程23~40千米。

## 衍生型
以輪式卡車为底盘的版本稱為WM-80式，WM-80式273毫米火箭炮系统是在基型83式273毫米火箭炮系统基础上发展的远程多管火箭炮系统。采用“泰安TA-580”型8X8驱动越野卡车底盘，其发射装置总成安装在位于车辆后部的一个回转盘上。发射装置总成由两个四联装发射储存箱组成，备彈數增加一倍為8枚，最大射程增加為70~80公里。整套系统由火箭发射车和弹药补给车组成。

## 使用國
- 亞美尼亞 - 1999年购买了8輛WM-80[1]
- 约旦 - 1999年购买了24輛現代化WM-120[2]